# Vikariatsmünzen Johann Georgs II. (Sachsen)

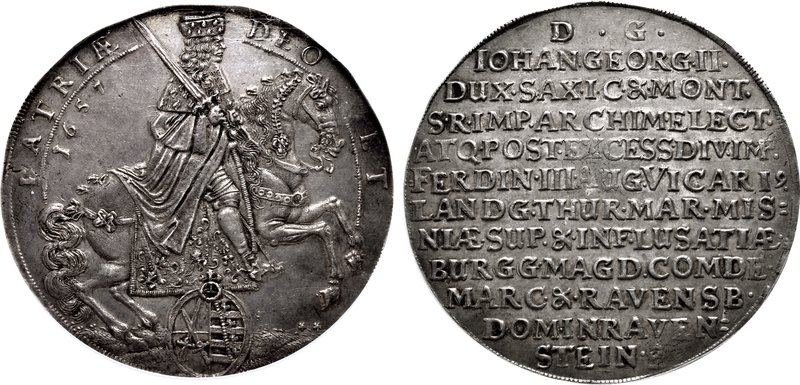
Kurfürst Johann Georg II., Vikariatsdoppeltaler von 1657 (Tod Kaiser Ferdinands III.), Münzstätte Dresden (Silber; Durchmesser 60 mm)

Vikariatsmünzen Johann Georgs II. sind Gedenkmünzen, die der Kurfürst von Sachsen als Reichsvikar nach dem Tod Kaiser Ferdinands III. (1637–1657) in den Jahren 1657 und 1658 prägen ließ. Die Vikariatsmünzen Johann Georgs II. (1656–1680) sind 1-Dukaten-Stücke bis zum 20-fachen Dukaten und 1⁄8 Reichstaler bis zum vierfachen breiten Reichstaler. Außerdem sind auch Dicktaler und halbe Dicktaler bekannt.

## Münzgeschichtliche Zusammenhänge

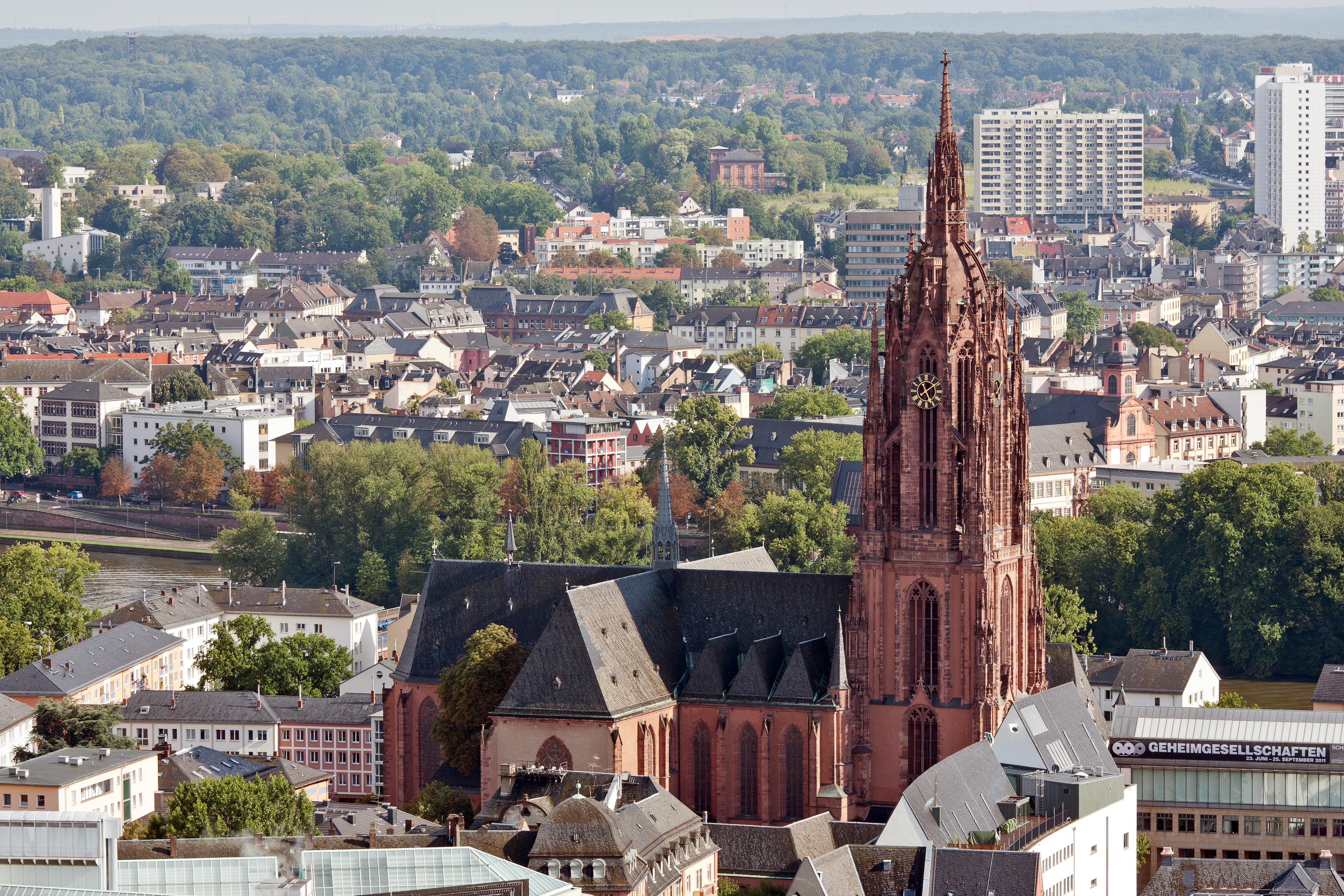
Der Frankfurter Kaiserdom St. Bartholomäus. Hier fand die Kaiserkrönung statt.

Für die Zeit vom Tod des Kaisers bis zur Krönung seines Nachfolgers hatte die Goldene Bulle Kaiser Karls IV. aus dem Jahr 1356 das Reichsvikariat zwei Kurfürsten zugesprochen. In dieses teilten sich die Kurfürsten von Sachsen und die rheinischen Pfalzgrafen. In den Jahren 1612 bis 1792 wurden in acht Vikariatsfällen sächsische Vikariatsmünzen geprägt.
Nach dem Tod des Kaisers Ferdinand III. am 2. April 1657 übernahm der sächsische Kurfürst Johann Georg II. das ihm zustehende Amt des Reichsverwesers, bis unter seiner persönlichen Mitwirkung Erzherzog Leopold, König von Ungarn und Böhmen, am 18. Juli 1658 in Frankfurt am Main zum Kaiser des Heiligen Römischen Reiches gewählt wurde. Die Kaiserkrönung Leopolds erfolgte am 1. August 1658 im Kaiserdom St. Bartholomäus. Danach erlosch das Amt des Reichsverwesers wieder.
Die zu diesem Anlass geprägten Vikariatsmünzen Johann Georg II. sind ähnlich denen seines Vaters Johann Georgs I. (1611–1656) ausgeführt. Statt der Inschrift Pro Lege et Grege (für Gesetz und Volk) wurde Deo et Patriae (für Gott und Vaterland) verwendet.
Von den 1657 geprägten Münzen gibt es zwei Fassungen, die sich durch den Beginn der Umschrift DEO ET PATRIAE unterscheiden. Sie beginnt entweder beim Hinterteil oder am Kopf des Reitpferdes. Die erste Fassung mit der am Pferdeschwanz beginnenden Umschrift war für die orthodoxen Theologen untragbar und musste auf die zweite geändert werden.

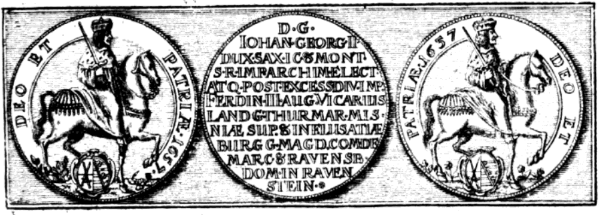
Beide Sorten Vikariatsmünzen von 1657, Kupferstich aus Köhlers Münzbelustigung

Der Polyhistor Wilhelm Ernst Tentzel bezeichnet in seiner Saxonia Numiismatica die erste Fassung der Taler als sonderlich,

„weil das Wort DEO hinter dem Pferde stehet; welches denen Wiederwärtigen unserer Religion zulästern und zuspotten Anlaß gegeben / so gar / das der Auctor des offt- gedachten Frantzösischen Catalogi sie als ärgerlich genug beschreibet. Man hat sie aber unserer seits gleich geändert / und nicht allein die Thaler / sondern auch die grösseren und kleineren Vicariat-Münzen also eingerichtet /daß DEO vor dem Pferde stehet.“

Auch Johann David Köhler erklärt, dass man sich wegen „dieser Stellung sehr geärgert“ hat und stellt die beiden Sorten in seiner Münzbelustigung zum Vergleich nebeneinander:
Die Stempeländerung aller Vikariatsmünzen erfolgte noch im Todesjahr Ferdinands III. Die als ärgerlich empfundenen Vikariatsmünzen sind daher seltener.
Anmerkung:
Johann Georg II. übernahm das Reichsvikariat neben dem Kurfürsten von Bayern, Ferdinand Maria, der das Amt des Reichsverwesers für Süddeutschland ausübte. Johann Georg hatte in den Streitigkeiten zwischen den Kurfürsten von Bayern und der Pfalz, Ferdinand Maria von Bayern als den berechtigten Mitverweser anerkannt. Es war aber noch nicht geklärt, wer zur Ausübung des Vikariats für Süddeutschland berechtigt ist. Der bayerische Kurfürst hatte den alten Platz des Kurfürsten von der Pfalz eingenommen. Der mit der achten Kur abgefundene Pfälzer konnte auf seine in der Goldenen Bulle verbrieften Rechte verweisen. Karl Ludwig von der Pfalz und Ferdinand Maria von Bayern ließen ebenso wie Johann Georg II. als Reichsvikare Vikariatsmünzen prägen.

## Münzbeschreibung

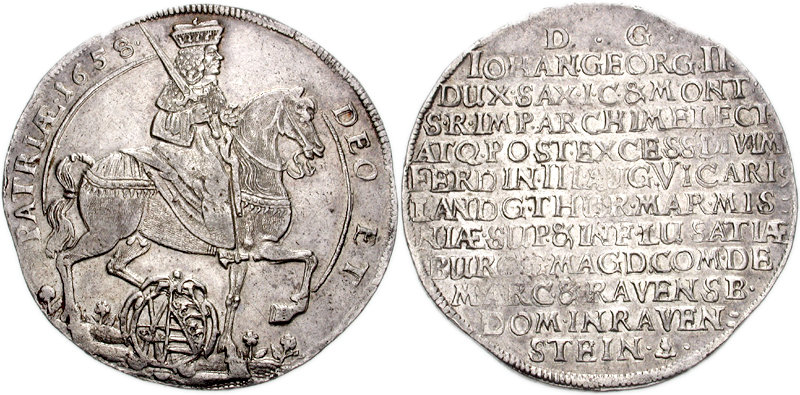
Kurfürst Johann Georg II., Vikariatstaler (Reichstaler) von 1658 (Tod Ferdinands III.), Münzstätte Dresden (Silber; Durchmesser 45 mm)

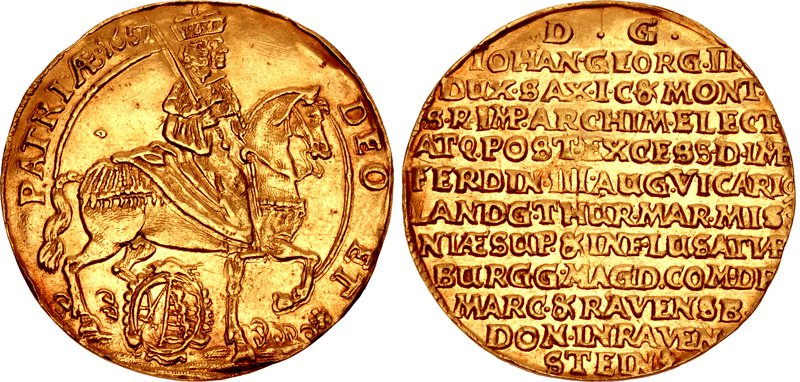
Kurfürst Johann Georg II., zweifacher Vikariatsdukaten von 1657 (Tod Ferdinands III.), Münzstätte Dresden, (Gold; Durchmesser 30 mm; 6,91 g)

Die Vikariatsmünzen in Gold und Silber erhielten, von geringen Unterschieden im Detail abgesehen, ein einheitliches Münzbild. Die Münzbeschreibung ist auf den nebenstehenden Vikariatstaler von 1658 bezogen.
Der Vikariatstaler ist ein Reichstaler des Kurfürsten Johann Georgs II. mit dem Münzmeisterzeichen Eichel am Stiel des Dresdner Münzmeisters Constantin Rothe. Die Stempel schnitt der Eisenschneider Johann Caspar Höckner, der von 1654 bis 1671 in Dresden tätig war. Der Vikariatstaler gehört zur zweiten Sorte mit DEO... vor dem Kopf des Pferdes.
Der silberne Taler stammt wie alle anderen Vikariatsmünzen Johann Georgs aus der Münzstätte Dresden, hat einen Durchmesser von 45 mm (Breiter Taler) und wiegt 29,08 g.

### Vorderseite
Die Vorderseite zeigt den Kurfürsten zu Pferd im Kurornat mit geschultertem Kurschwert auf einer Blumenwiese. Unten befindet sich das gespaltene ovale Wappen von Kursachsen.
- Umschrift: DEO ET – PATRIӔ 1658
  - Übersetzung: Für Gott und Vaterland.

### Rückseite
Die Rückseite zeigt 12 Zeilen Text und das Münzmeisterzeichen Eichel am Stiel. Der Kurfürst ist mit seinem vollständigen Titel angegeben. (Text nach Walther Haupt)
- Inschrift: D(ei) • G(ratia) • / IOHAN(nes) • GEORG(ius) • II • / DUX • SAX(oniae) • I(uliaci) • C(liviae) • & MONT(ium) • / S(acri) • R(omani) • IMP(erii) • ARCHIM(arschallus) • ELECT(or) / ATQ(ue) • POST • EXCESS(um) • DIV(i) • IMP(eratoris) / FERDIN(andi) • III • AUG(usti) • VICARI(us) / LANDG(rafius) • THUR(ingiae) • MAR(chio) • MIS : / NIÆ • SUP(erioris) • & INF(erioris) • LUSATIÆ / BURGG(rafius) • MAGD(eburgensis) . COM(es) • DE / MARC(a) • & RAVENSB(erg) • / DOM(inus) • IN RAVEN : / STEIN •
  - Übersetzung: Von Gottes Gnaden Johann Georg II. Herzog zu Sachsen, Jülich, Cleve und Berg, des Heiligen Römischen Reiches Erzmarschall, Kurfürst und nach dem Hinscheiden des verewigten erhabenen Kaisers Ferdinand III., Reichsverweser, Landgraf von Thüringen, Markgraf von Meißen, der Ober- und Niederlausitz, Burggraf von Magdeburg, Graf von Mark und Ravensberg, Herr in Ravenstein.

Anmerkung zu weiteren Vikariatsprägungen:
Vom Reichsvikariat Johann Georgs II. existieren auch Vikariatsmedaillen, die heute sehr selten sind. Die Entwürfe stammen von Johann Frentzel (Leipzig). Die Gravuren sind von Johann Buchheim (Breslau).
Die Vorderseiten der 1658 geprägten Medaillen zeigen den Kurfürsten Johann Georg II., einmal als Brustbild und einmal zu Pferde. Das Brustbild zeigt den Kurfürsten mit Perücke, Harnisch und Mantel, von einem Palm- und einem Lorbeerzweig umrankt, darunter der Kurhut. Das Bild des Kurfürsten zu Pferde zeigt ihn im Harnisch reitend im Elbgelände. Darüber halten zwei Englein mit Palmzweigen in den Wolken den Wappenschild von Kursachsen. Die jeweils zweireihige Umschrift enthält Namen und Titel des Kurfürsten, wörtlich fast identisch der 12-zeiligen Rückseite der Vikariatstaler. Die Medaillen sind mit Frentzels Monogramm bzw. den drei Buchstaben MIF („Magister Johann Frentzel“) signiert: unter Johann Georgs rechtem Armabschnitt und zwischen den Hinterbeinen des Pferdes. Auch Johann Buchheims Initialen I.B. finden sich auf den Medaillen.
Auf der Rückseite bilden die zwei Medaillen jeweils die „Festung Dresden“ bzw. die Dresdner Altstadt (Ansicht aus dem Norden) ab, wobei im Detail das kurfürstliche Lusthaus, das Residenzschloss, die Kreuzkirche und die Elbbrücke zu sehen sind. Im Hintergrund sieht man den Lilienstein und die Festung Königstein, im Vordergrund Teile der Dresdner Neustadt und Johann Buchheims Initialen I.B. Ganz oben aus den Wolken strahlt der Name Jehovas bzw. JHWHs in hebräischen Buchstaben. Dazwischen sind gekreuzt von zwei Augen umgeben Zepter und Schwert, wobei das obere Auge zu JHWHs Namen nach oben und das untere Auge nach unten auf Dresden blickt. Die Umschrift enthalt Johann Georgs Wahlspruch mit den auf den Vikariatsmünzen üblichen Worten Deo et Patriae in Hexa- und Pentameter, dessen Leserichtung mit den Worten Sursum und Deorsum (herauf und herunter) zusätzlich zum Wahlspruch begleitet ist.

„SURSUM OCULUS COELUM SPECTAT TERRAMQUE DEORSUM. NEMPE DEO ET PATRIA CURA SUPREMA MANET“

„Ein Aug’ dem Himmel zu, Erdwärts das and’re gerichtet, Bleib unserm Gott ich getreu, Steh ich für’s Vaterland ein.“

Die im Auftrag von Magistrat Johann Frentzel entworfenen und hergestellten Silbermedaillen wiegen jeweils 47,2 Gramm und haben einen Durchmesser von 59 Millimeter.